# Torsten Göransson
Nils Torsten Göransson, född 19 augusti 1912 i Luleå, död 18 februari 1996 i Täby, Stockholms län, var en svensk företagsledare.
Göransson, som var son till verkmästare Nils August Göransson och Alma Matilda Nilsson, utexaminerades från Kungliga Tekniska högskolan 1937. Han var anställd vid Statens vattenfallsverk 1935–1957 (han tjänstgjorde vid kraftverksbyggnader och var byggnadschef vid Forsmo, Kilforsens och Stornorrfors kraftverksanläggningar), var disponent för LKAB i Kiruna 1957–1973, gruvdirektör och chef för regionkontoret i Norrbottens län 1973–1976 och vice verkställande direktör vid LKAB i Stockholm 1977–1980. Han var vice ordförande i Kiruna skolstyrelse 1958–1970, ledamot av Längmanska företagarefondens nämnd 1960–1976, Norrlandsfondens styrelse 1961–1970, länsskolnämnden i Norrbottens län 1965–1970, länsstyrelsen i Norrbottens län 1971–1976, styrelseledamot i Svenska Handelsbankens Kirunakontor 1958–1976 (ordförande), Telefabrikation AB (Tefab) 1965–1977, ordförande i Norrbottens flygtrafikkommitté 1967–1974 och i AB Statsgruvor 1978–1980. Han var ledamot av Kungliga Skytteanska Samfundet. Göransson är begravd på Täby norra begravningsplats.